# Tear Me to Pieces
Tear Me to Pieces è il settimo album in studio del gruppo musicale statunitense Story of the Year, pubblicato l'10 marzo 2023.

## Tracce
1. Tear Me to Pieces – 2:56
2. Real Life – 2:44
3. Afterglow – 2:53
4. Dead and Gone – 3:03
5. War – 2:54
6. Can't Save You – 3:29
7. 2005 – 2:51
8. Sorry About Me – 3:29
9. Take the Ride – 2:58
10. Knives Out – 3:04
11. Use Me – 2:47